# Máy bay tiêm kích phản lực thế hệ thứ hai
Máy bay tiêm kích phản lực thế hệ thứ hai tồn tại trong giai đoạn giữa thập niên 1950 tới nửa đầu thập niên 1960.

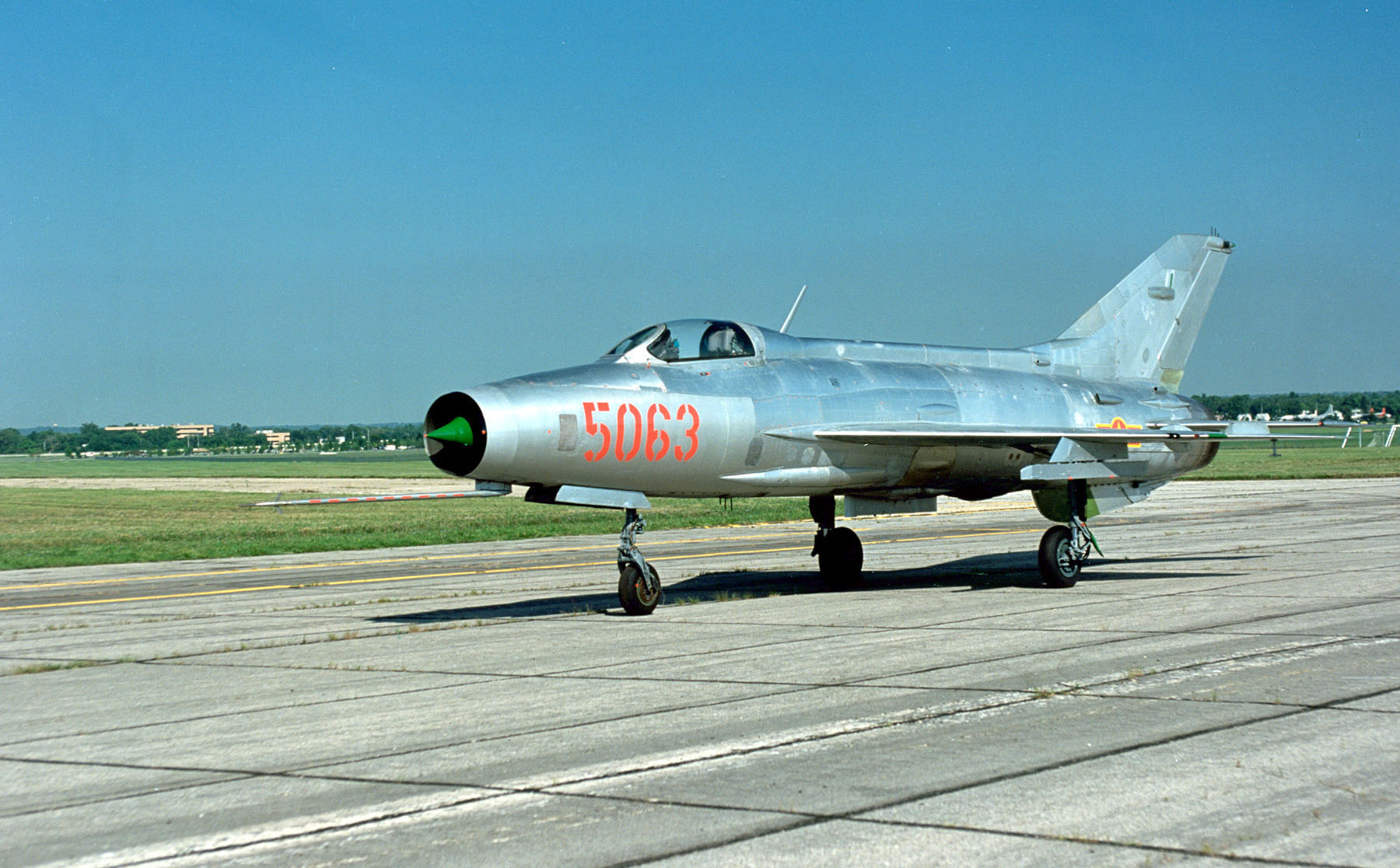
Máy bay tiêm kích đánh chặn MiG-21F

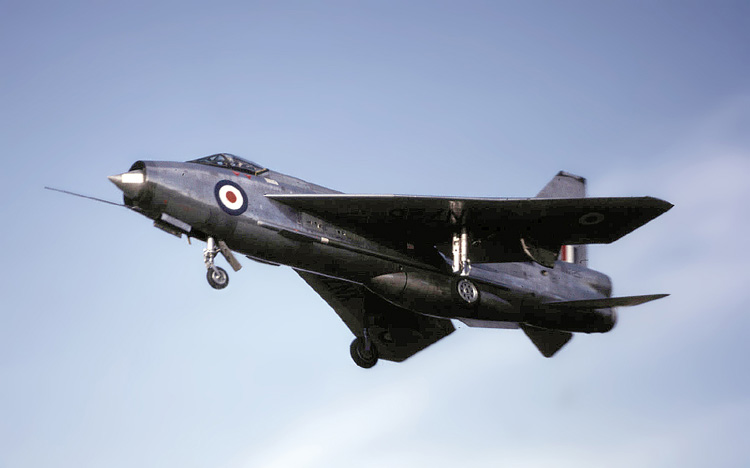
English Electric Lightning

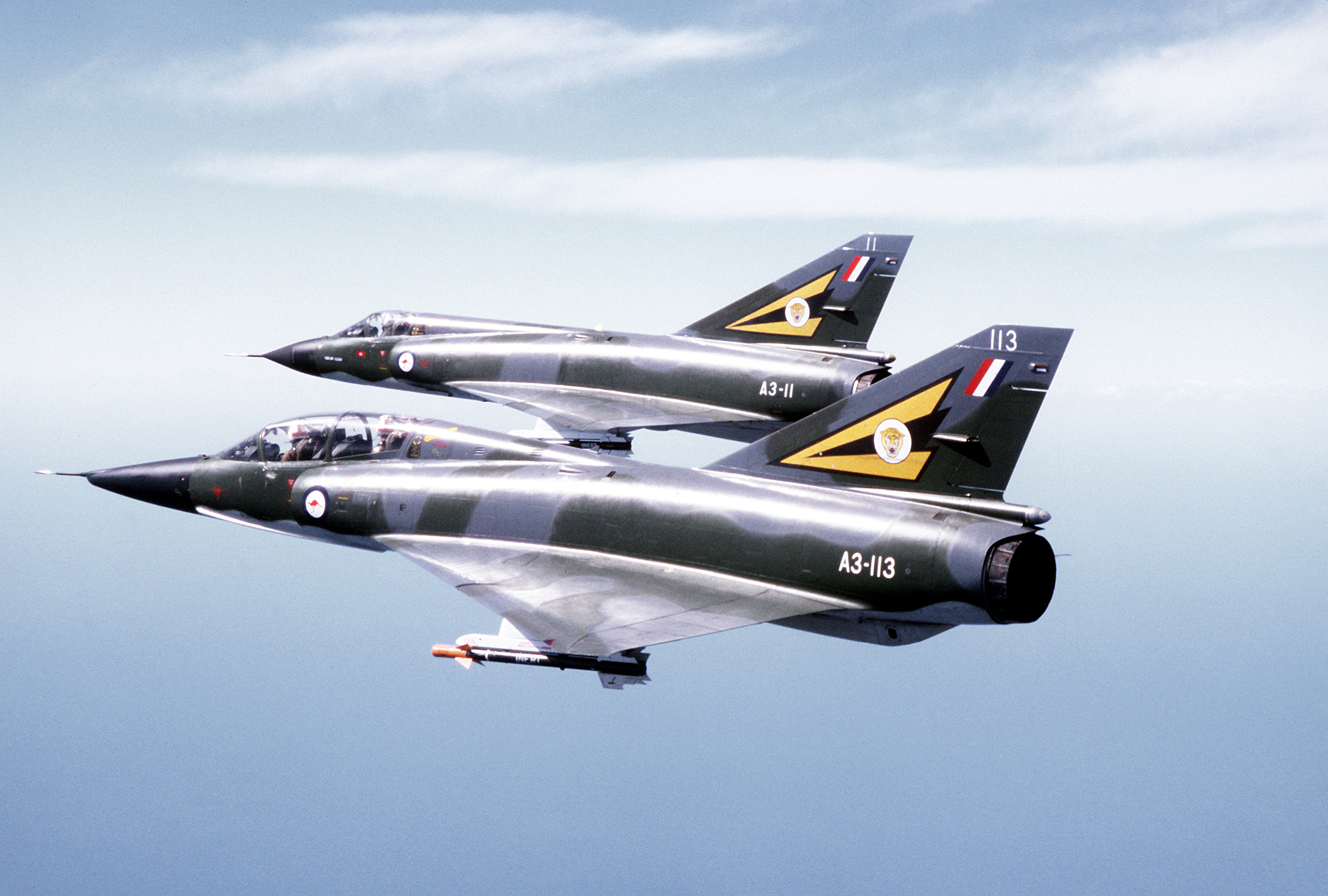
Dassault Mirage III

## Phát triển
Sự phát triển của máy bay tiêm kích thế hệ thứ hai được định hình nhờ những đột phá về công nghệ, các bài học kinh nghiệm từ các trận chiến trên không trong Chiến tranh Triều Tiên, và yêu cầu máy bay hoạt động được trong môi trường chiến tranh hạt nhân. Tiến bộ công nghệ trong khí động học, động cơ và vật liệu chế tạo hàng không (chủ yếu là hợp kim nhôm) cho phép các kỹ sư, nhà thiết kế thử nghiệm các sáng kiến hàng không, chẳng hạn như cánh xuôi sau, cánh tam giác, khung thân theo luật diện tích. Động cơ tuabin đốt tăng lực được sử dụng rộng rãi cho phép các máy bay có thể vượt vận tốc âm thanh, và có khả năng duy trì vận tốc siêu âm khi bay đã trở thành một khả năng phổ biến trong số các máy bay tiêm kích thuộc thế hệ này.

## Hệ thống điện tử
Thiết kế máy bay tiêm kích cũng sử dụng các công nghệ điện tử mới, các công nghệ này giúp radar đủ nhỏ để có thể trang bị cho các máy bay tiêm kích nhỏ. Việc lắp radar trên máy bay giúp máy bay có thể phát hiện máy bay đối phương từ ngoài tầm nhìn. Tương tự, những tiến bộ trong phát triển tên lửa có điều khiển cho phép trang bị tên lửa không đối không làm vũ khí chính cho máy bay tiêm kích lần đầu tiên trong lịch sử máy bay tiêm kích. Trong thời kỳ này, các tên lửa dẫn đường bằng hồng ngoại đã trở nên phổ biến, nhưng cảm biến tên lửa hồng ngoại còn kém nhạy và có tầm quan sát rất hẹp (thường không hơn 30°), nên nó chỉ có thể hoạt động hiệu quả trong tầm gần. Các tên lửa điều khiển bằng radar (RF) cũng được trang bị vào giai đoạn này, nhưng chỉ mới là các mẫu thử có độ tin cậy chưa cao. Tên lửa radar bán chủ động (SARH) có thể bám và đánh chặn một máy bay đối phương đã bị "khóa" bởi radar trên máy bay phóng tên lửa. Tên lửa không đối không tầm trung và xa hứa hẹn mở ra khả năng tác chiến ngoài tầm nhìn (BVR), nhiều nỗ lực đã được thực hiện để phát triển hơn nữa công nghệ này.

## Vũ khí
Viễn cảnh về một cuộc chiến tranh thế giới lần thứ ba tiềm ẩn với các đơn vị cơ giới hóa và tấn công bằng vũ khí hạt nhân đã dẫn tới hai hướng thiết kế chuyên nhiệm cho máy bay tiêm kích, đó là: tiêm kích đánh chặn (như English Electric Lightning và Mikoyan-Gurevich MiG-21F) và tiêm kích-bom (như Republic F-105 Thunderchief và Sukhoi Su-7). Hỗn chiến tầm gần không được nhấn mạnh trong cả hai kiểu thiết kế này. Tiêm kích đánh chặn sử dụng tên lửa điều khiển để chiến đấu ngoài tầm nhìn nên tên lửa hoàn toàn thay thế súng. Do đó, tiêm kích đánh chặn được thiết kế với tải trọng tên lửa lớn và radar mạnh, hy sinh khả năng cơ động để đổi lấy vận tốc cao, trần bay lớn và vận tốc leo cao lớn. Với nhiệm vụ chính là phòng không, nhấn mạnh vào khả năng đánh chặn các máy bay ném bom chiến lược bay ở độ cao lớn. Các máy bay tiêm kích đánh chặn phòng chủ điểm chuyên nhiệm thường có tầm bay nhỏ và khả năng cường kích hạn chế nếu có. Tiêm kích-bom có thể chuyển đổi giữa nhiệm vụ ưu thế đường không (air superiority) và cường kích, chúng được thiết kế với vận tốc cao, khả năng hoạt động ở độ cao thấp tốt. Các tên lửa không đối diện điều khiển bằng hồng ngoại và truyền hình được đưa vào trang bị ngoài bom, đặc biệt một số máy bay tiêm kích-bom còn có thể mang bom hạt nhân.

## Máy bay
- Pháp
  - Dassault Super Mystère
  - Dassault Étendard IV
  - Dassault Mirage III/Dassault Mirage 5
- Ấn Độ
  - HAL HF-24 Marut
- Israel
  - IAI Nesher
- Trung Quốc
  - Shenyang J-6
  - Chengdu J-7
- Liên Xô
  - Mikoyan-Gurevich MiG-19
  - Mikoyan-Gurevich MiG-21
  - Sukhoi Su-7
  - Sukhoi Su-9/Sukhoi Su-11
- Thụy Điển
  - Saab 32 Lansen
  - Saab 35 Draken
- Anh Quốc
  - De Havilland Sea Vixen (hải quân)
  - English Electric Lightning
  - Gloster Javelin
  - Hawker Hunter
  - Supermarine Scimitar (hải quân)
  - Supermarine Swift
- United States
  - Chance Vought F-8 Crusader (hải quân)
  - Convair F-102 Delta Dagger
  - Convair F-106 Delta Dart
  - Douglas Aircraft Company F4D Skyray (hải quân)
  - Grumman F-11 Tiger (hải quân)
  - Lockheed Corporation F-104 Starfighter
  - McDonnell Aircraft F-101 Voodoo
  - North American Aviation F-100 Super Sabre
  - North American Aviation FJ-4 Fury (hải quân)
  - Republic Aviation Company F-105 Thunderchief

### Dự án hủy bỏ
- Canada
  - Avro Canada CF-105 Arrow (bay lần đầu ngày 25 tháng 3 năm 1958)
- Egypt
  - Helwan HA-300 (bay lần đầu ngày 7 tháng 3 năm 1964)